# Pic de les Fonts
Pic de les Fonts är en bergstopp i Andorra. Den ligger i den nordvästra delen av landet. Toppen på Pic de les Fonts är 2 749 meter över havet.
Den högsta punkten i närheten är 2 834 meter över havet, 1,3 kilometer nordväst om Pic de les Fonts.
I trakten runt Pic de les Fonts förekommer i huvudsak kala bergstoppar och gräsmarker.